# Gare de Saint-Michel - Notre-Dame
Pour les articles homonymes, voir Gare de Saint-Michel et Notre-Dame.
La gare de Saint-Michel - Notre-Dame est une gare ferroviaire française située dans les 4e, 5e et 6e arrondissements de Paris.
Elle est mise en service en 1900 sous le nom de Pont Saint-Michel par la Compagnie du chemin de fer de Paris à Orléans (PO) qui sera desservie par le RER C à partir de 1979. Elle prend son nom actuel en 1988 lors de l'ouverture des quais du RER B. C'est aujourd'hui une gare de la Société nationale des chemins de fer français (SNCF) pour la partie desservie par le RER C, et de la Régie autonome des transports parisiens (RATP) pour la partie desservie par le RER B.

## Situation ferroviaire
La gare de Saint-Michel - Notre-Dame est située au point kilométrique (PK) 2,633 de la ligne de Quai-d'Orsay à Paris-Austerlitz du Réseau ferré national (parcouru par le RER C), entre les gares du Musée d'Orsay et de Paris-Austerlitz.

Elle est aussi située au PK 3,45 de la ligne B du RER, entre Châtelet - Les Halles et Luxembourg.

## Histoire

### Gare de la ligne C

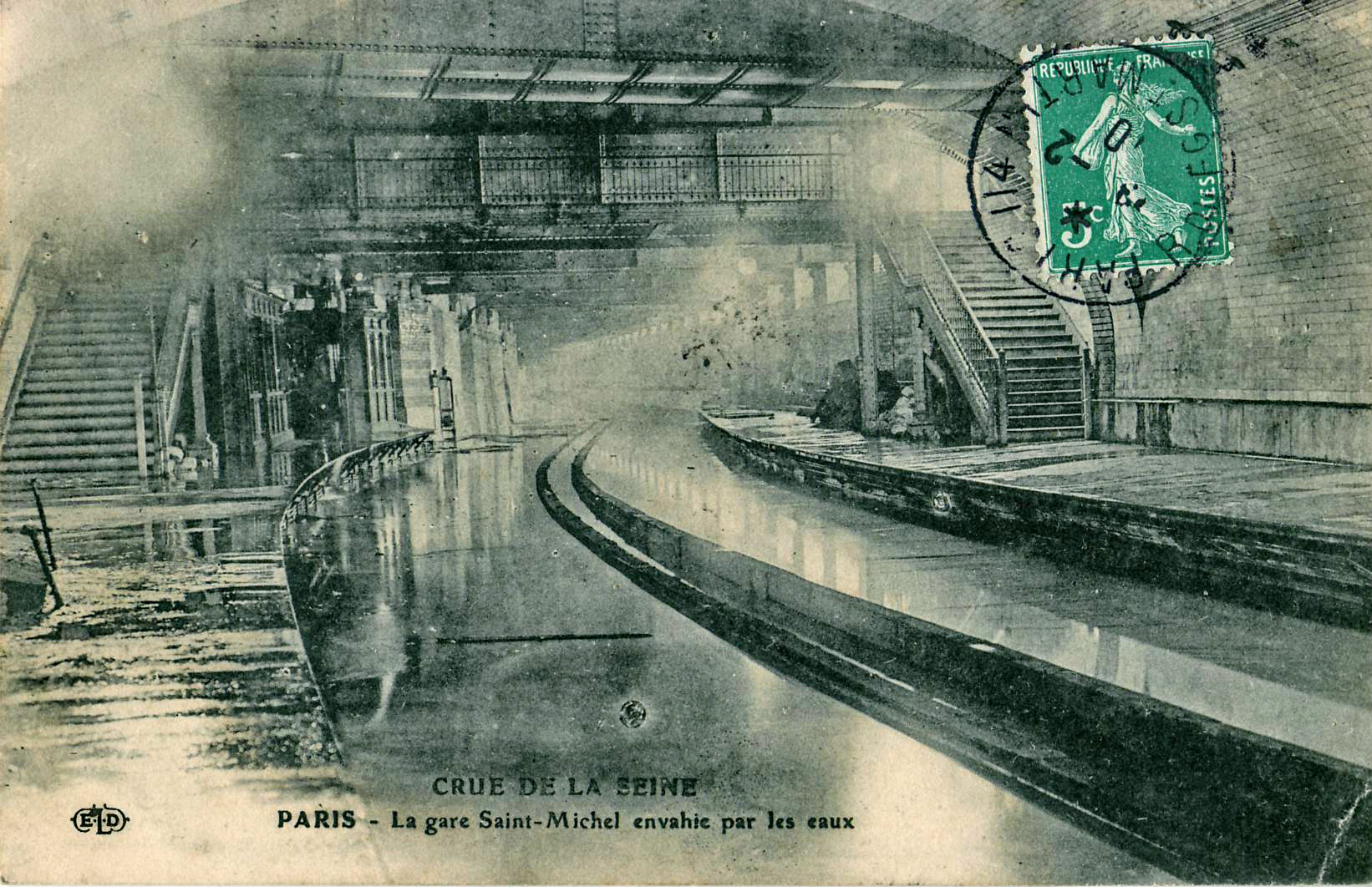
L'ancienne gare sous les quais lors de la crue de la Seine en 1910.

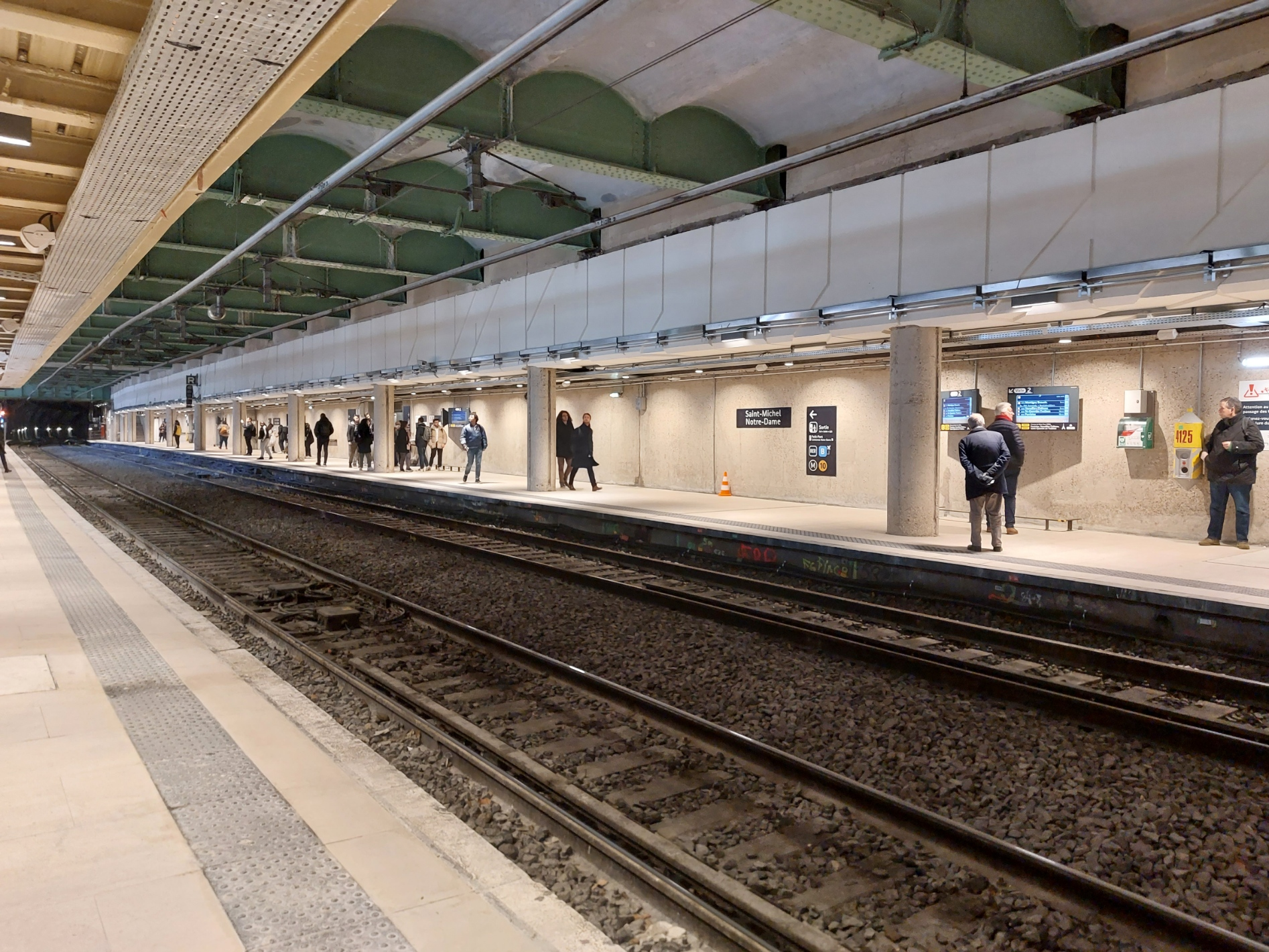
Quais de la gare du RER C en 2023.

La gare du RER C est mise en service en 1900 par le Paris-Orléans sous le nom Pont Saint-Michel. Initialement, le réseau de la compagnie aboutit à la gare d'Austerlitz dans un quartier quelque peu éloigné du cœur de Paris et dont la desserte était médiocre. L'Exposition universelle de 1900 donne l'occasion au Paris-Orléans de prolonger sa ligne jusqu'à la nouvelle gare d'Orsay par une ligne le long de la Seine.
Une gare intermédiaire au niveau de la place Saint-Michel est alors construite sous les quais, presque au niveau du fleuve. À partir de 1910 elle permet la correspondance avec la ligne 4 du métro. Des ouvertures dans le mur éclairent initialement la gare mais ils sont comblés après la crue de la Seine en 1910. Cette station avait une mauvaise réputation en raison de son étroitesse (quais de moins de 2 mètres de large en particulier à l'ouest de la gare), de son obscurité ambiante et de sa situation : elle était à cheval sur plusieurs courbes et contre-courbes, empêchant le chef de train ou le conducteur d'observer l'intégralité du quai lors de la fermeture des portes.
La gare cesse de voir passer les trains grandes lignes en 1939, la gare d'Orsay étant désormais limitée au trafic de banlieue. En 1979 elle devient une gare de la Transversale Rive Gauche (TRG) qui est renommé RER C l'année suivante. À cette occasion les quais de la station sont légèrement élargis et équipés de caméras pour assister lors de la fermeture des portes, mais leur très faible hauteur est maintenue, d'où un dénivelé très important (plus de 60 cm) entre le quai et le plancher haut des rames en service sur la ligne C (Z 5300 puis Z 2N) qui entrave la montée et la descente des passagers dans la gare où les échanges (descentes et montées) sont parmi les plus importants de la ligne C (jusqu'à 24 trains par heure et par sens en pointe jusqu'en 2014, 20 depuis 2014)[réf. nécessaire]. 
En 2015, selon les estimations de la SNCF (RER C), la fréquentation annuelle est de 32 119 200 voyageurs.
En 2022, la gare entre en rénovation avec des travaux de modernisation de la gare du RER C. Cette rénovation consiste à réaménager l'espace voyageurs pour une meilleure luminosité, à augmenter l'aération de la gare, à mettre en place deux escaliers mécaniques, ainsi qu'un nouveau système contre les crues permettant de rouvrir 28 des ouvertures comblées après 1910. La gare du RER C n'est pas desservie pendant quatre mois durant la deuxième phase de travaux, qui se déroule d’août à décembre 2022,.
En décembre 2022, la réouverture de la gare est reportée de quatre mois, à la suite de la découverte de résidus d'amiante et de plomb. La gare du RER C rouvre le 17 avril 2023. Les travaux se poursuivront jusqu'à l'été 2023 pour une meilleure accessibilité de la gare avec l'ajout de deux escaliers mécanique et d'un ascenseur.

### Gare de la ligne B
Une gare à Saint-Michel dans le sens nord-sud était un vieux rêve des ingénieurs de la ligne de Sceaux, une petite ligne ferroviaire qui reliait la rive gauche de Paris à Sceaux. Les terminus parisiens successifs furent Denfert-Rochereau, puis Luxembourg. Mais les moyens du début du XXe siècle ne permettaient pas aux locomotives à vapeur de parcourir un tunnel en si forte pente et de le remonter en gardant leur fumée aussi longtemps.
En 1977, dans le cadre de la construction du réseau express régional, la ligne est enfin prolongée jusqu'à la gare de Châtelet - Les Halles. Cependant, même si les quais de Saint-Michel sont construits en même temps que la ligne, il n'en sera pas de même pour les accès à ceux-ci : le sous-sol est particulièrement instable à cet endroit. Les travaux des accès débuteront en 1983 et ne s'achèveront qu'en 1988, date à laquelle la station est reliée aux quais du RER C et où l'ensemble prend le nom de Saint-Michel - Notre-Dame. La station de la ligne B appartient à la RATP.
Grâce à l'ouverture du RER B et le besoin d'avoir plusieurs sorties pour évacuer les voyageurs, la station Cluny - La Sorbonne de la ligne 10 fut rouverte en 1988.
Le 25 juillet 1995, la gare fut le théâtre d'un attentat à la bombe préparé par Khaled Kelkal dans une rame du RER B qui coûta la vie à 8 personnes et fit 117 blessés. Une plaque commémorative rappelle le drame en face de l'endroit où la bombe explosa.
En 2015, selon les estimations de la RATP (RER B), la fréquentation annuelle est de 7 806 419 voyageurs.

## Service des voyageurs

### Accès
Actuellement, cette gare dispose de très nombreux accès en surface pour faire face :
- au grand nombre de voyageurs, dont les touristes ;
- à l'importance touristique, universitaire, juridique et économique des quartiers alentour.

Les entrées propres au RER B s'étalent depuis le parvis de la cathédrale Notre-Dame de Paris (4e) jusqu'au boulevard Saint-Germain (Cluny - La Sorbonne) (5e). Celles du RER C se trouvent tout le long du quai Saint-Michel (5e) et à l'extrémité est du quai des Grands-Augustins (6e).

### Quais
Dans la gare de la ligne C, en raison de la courbe formée par la voie et de la hauteur disponible sous plafond, la mise en accessibilité des trains est jugée très difficile : les quais de 320 mm de haut impliquent une marche à gravir pour monter dans le train,.

Quais du RER B
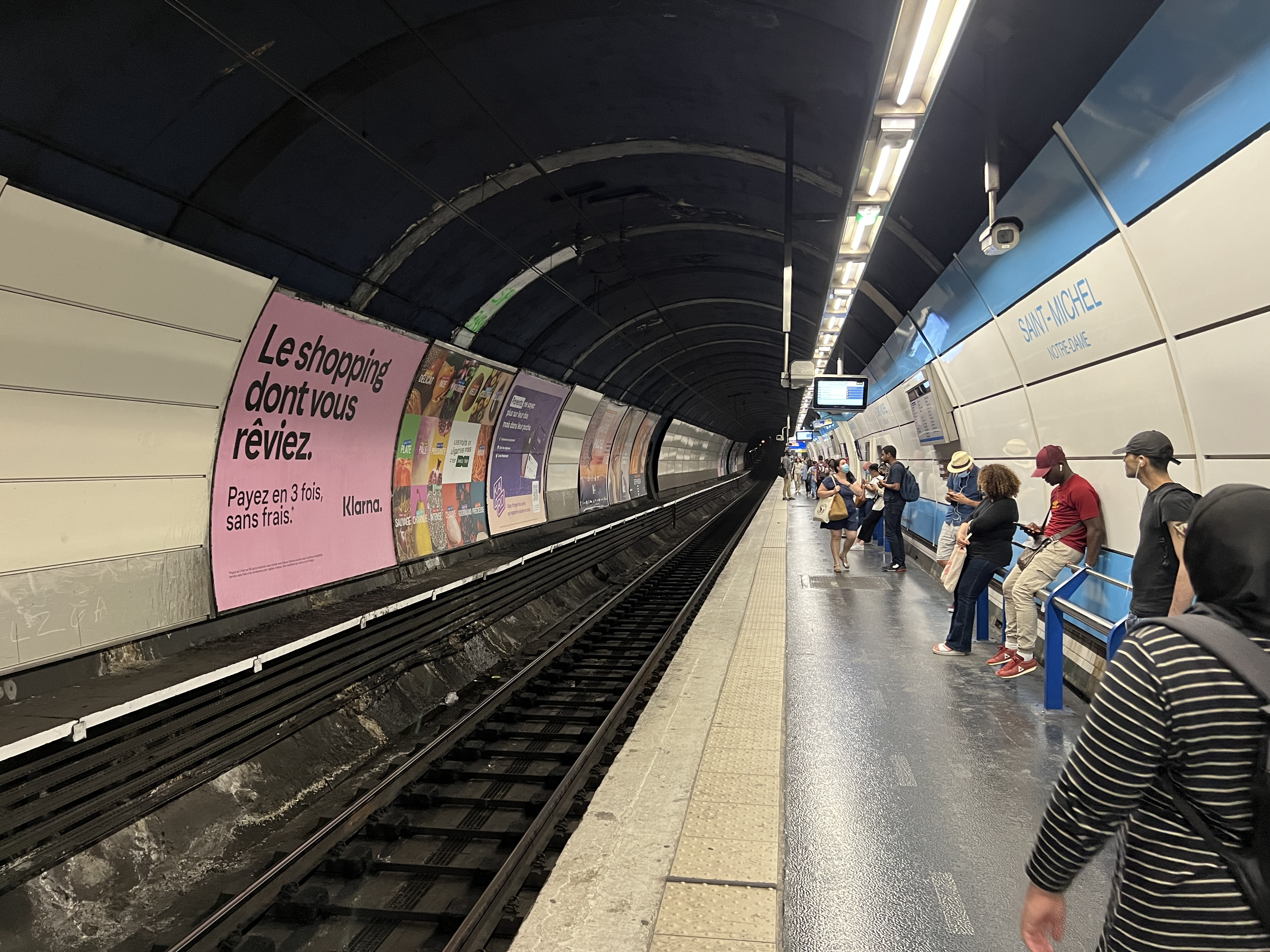
Voie du RER B.
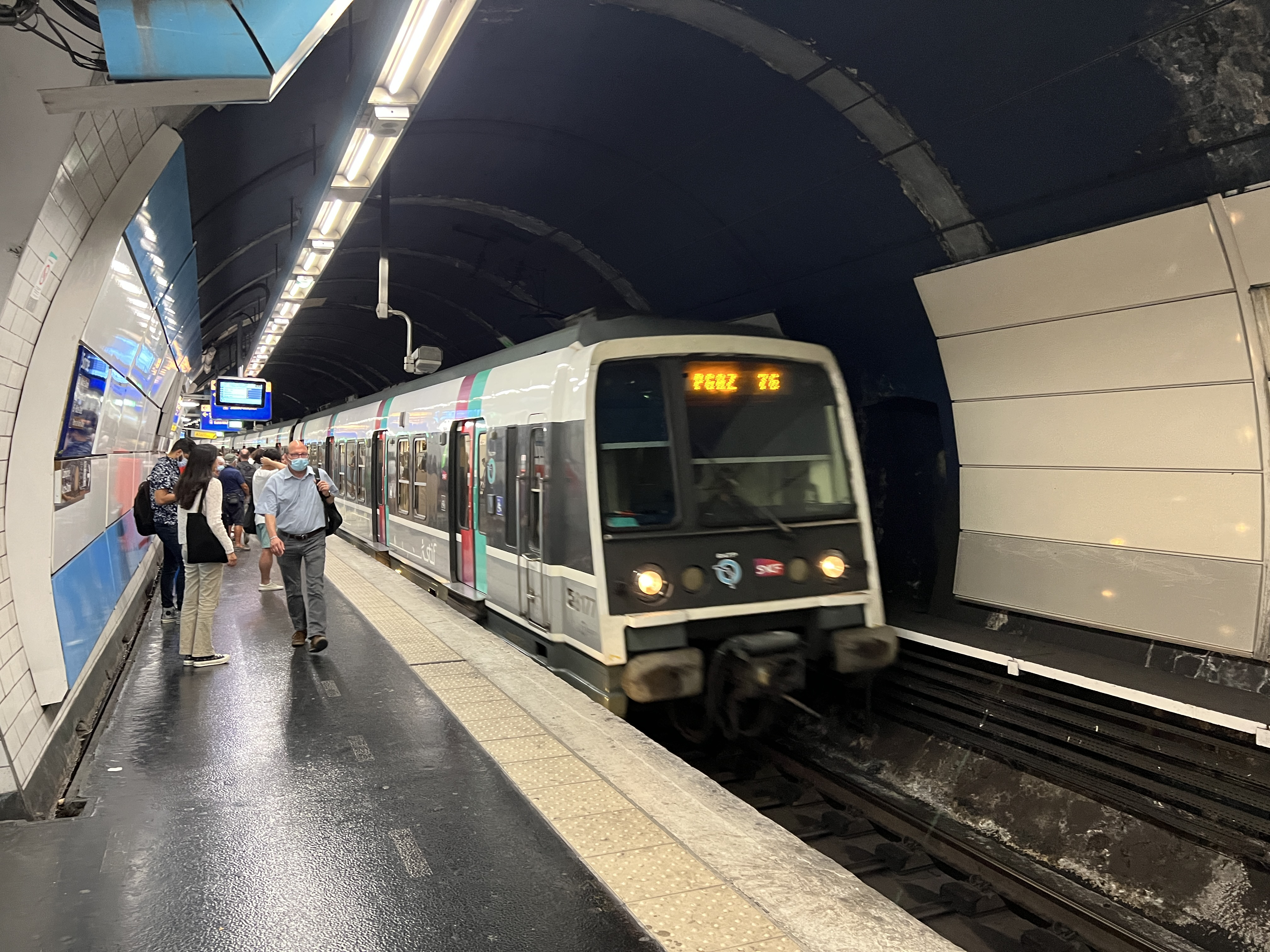
MI 79 du RER B entrant en gare.
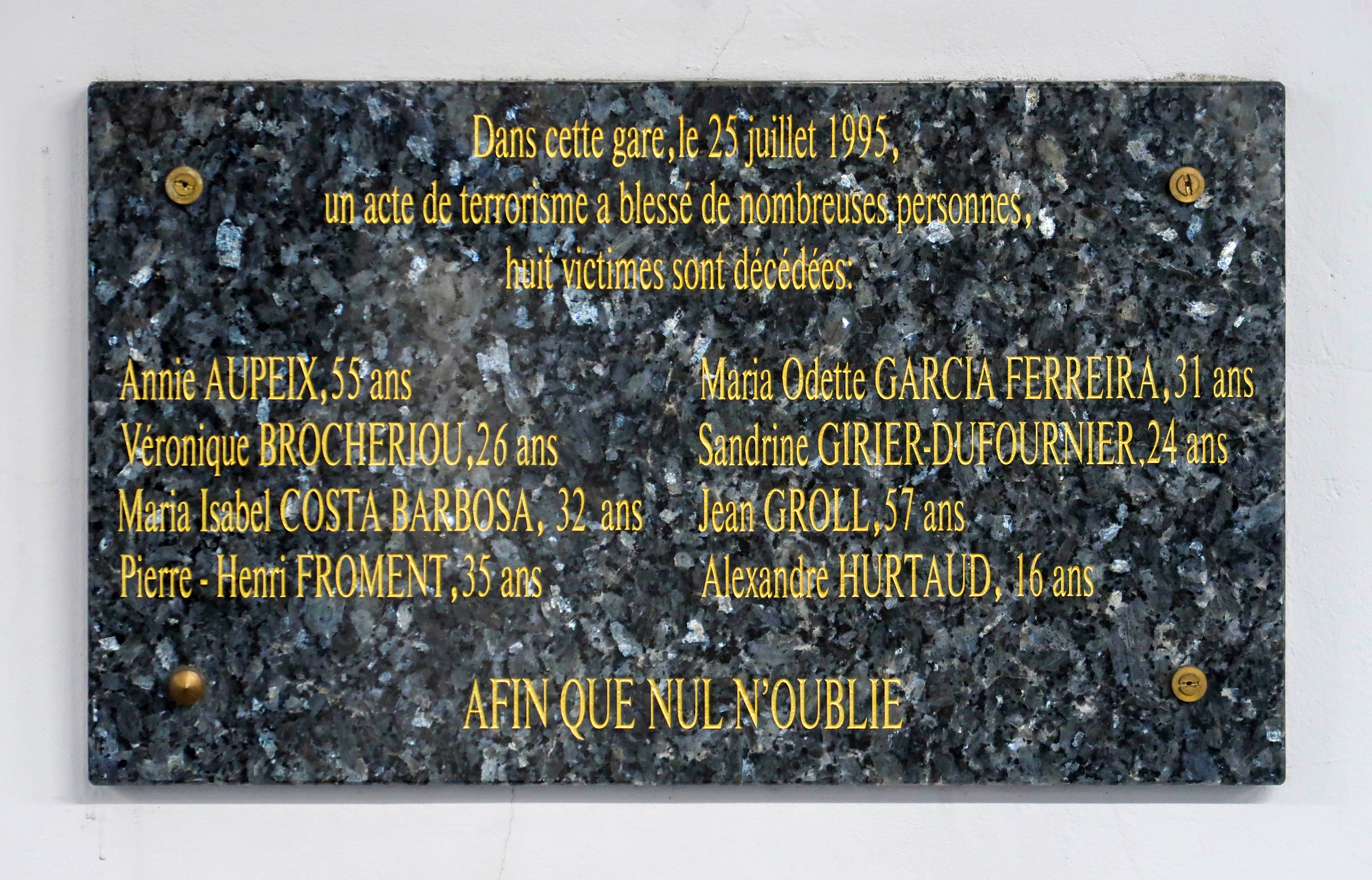
Plaque commémorative de l'attentat de 1995.

Quais du RER C
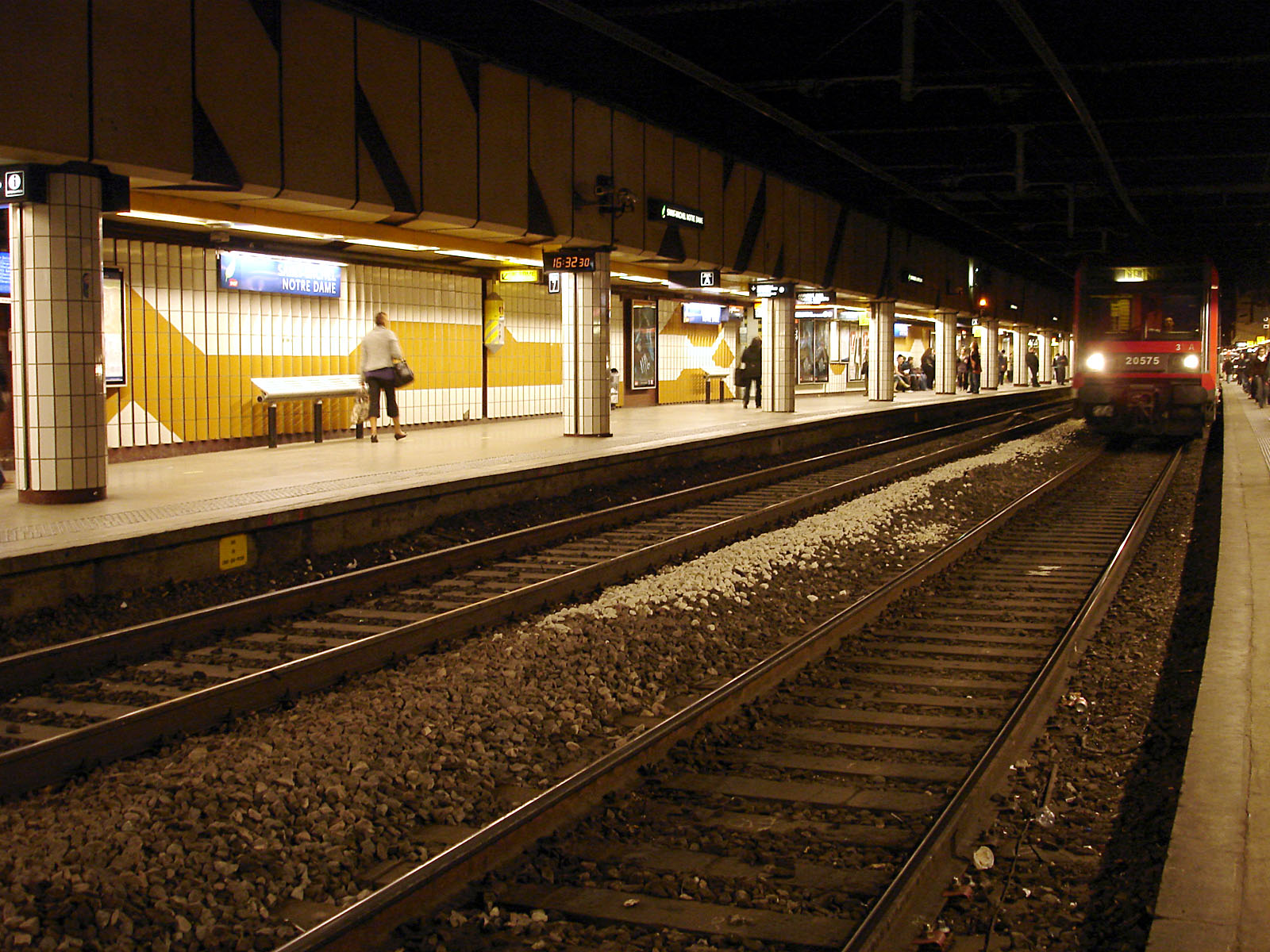
La gare du RER C avant sa rénovation.
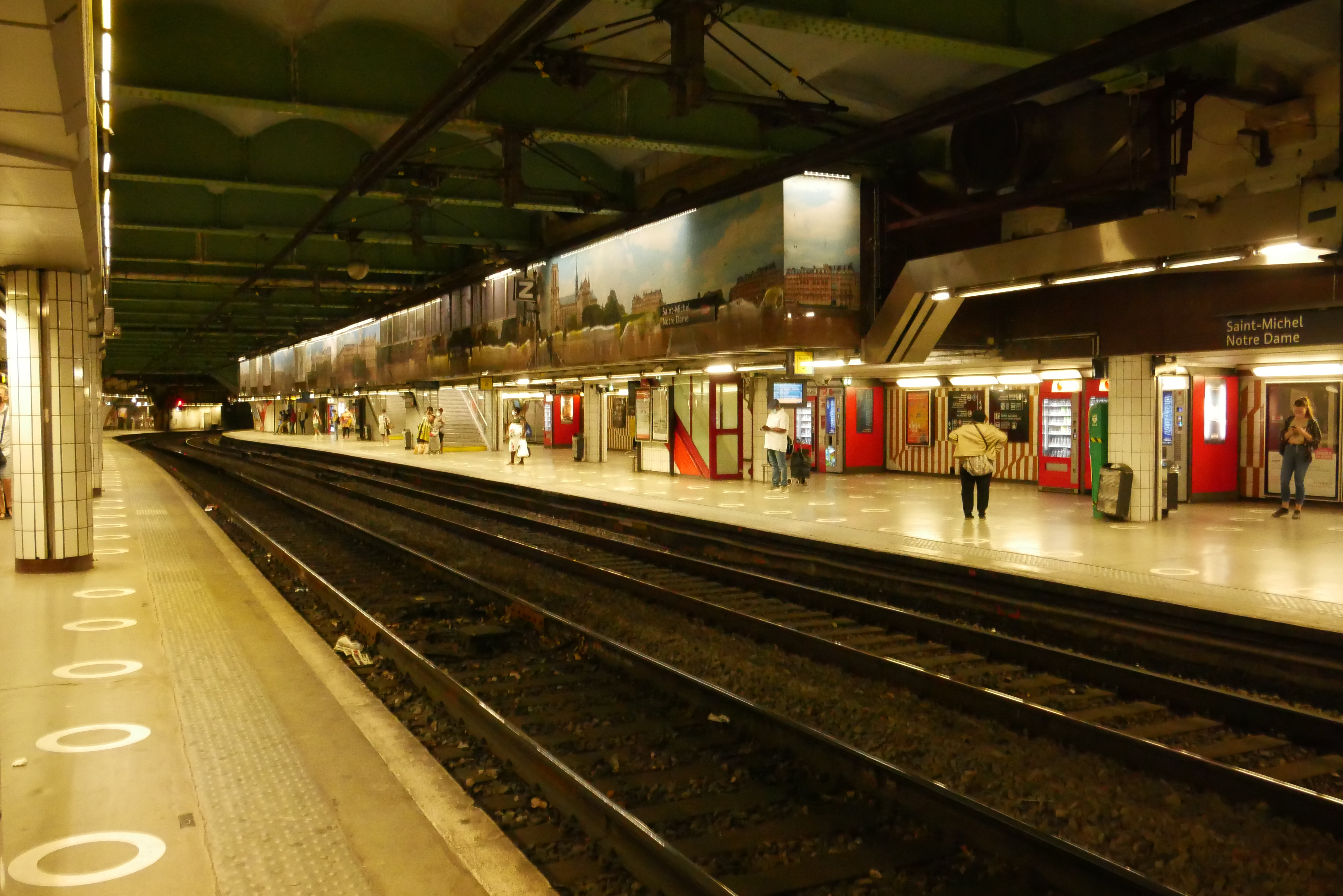
Vue de la gare du RER C sur la mezzanine avant sa rénovation.
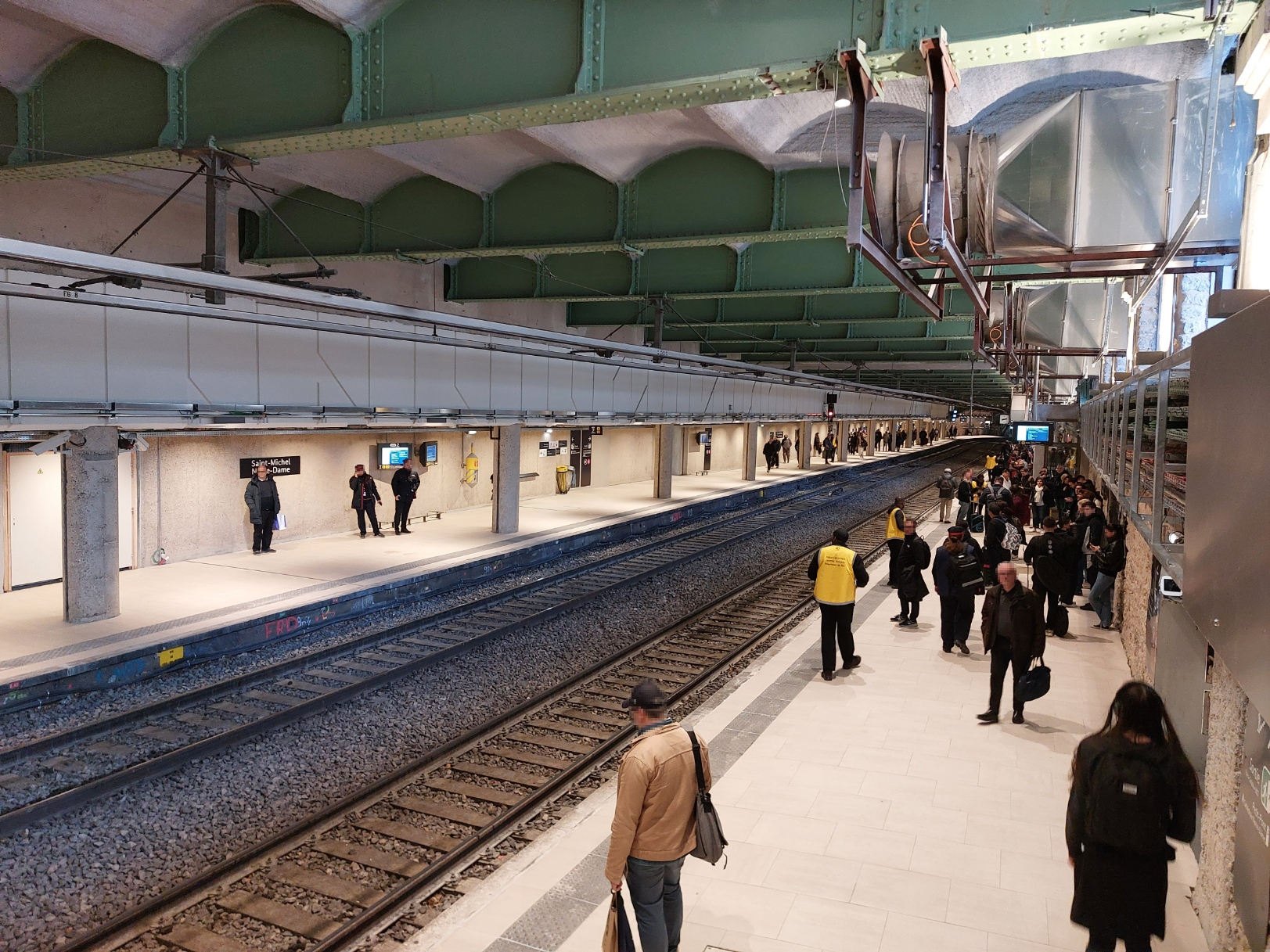
Vue de la gare, en regardant vers Musée d'Orsay.
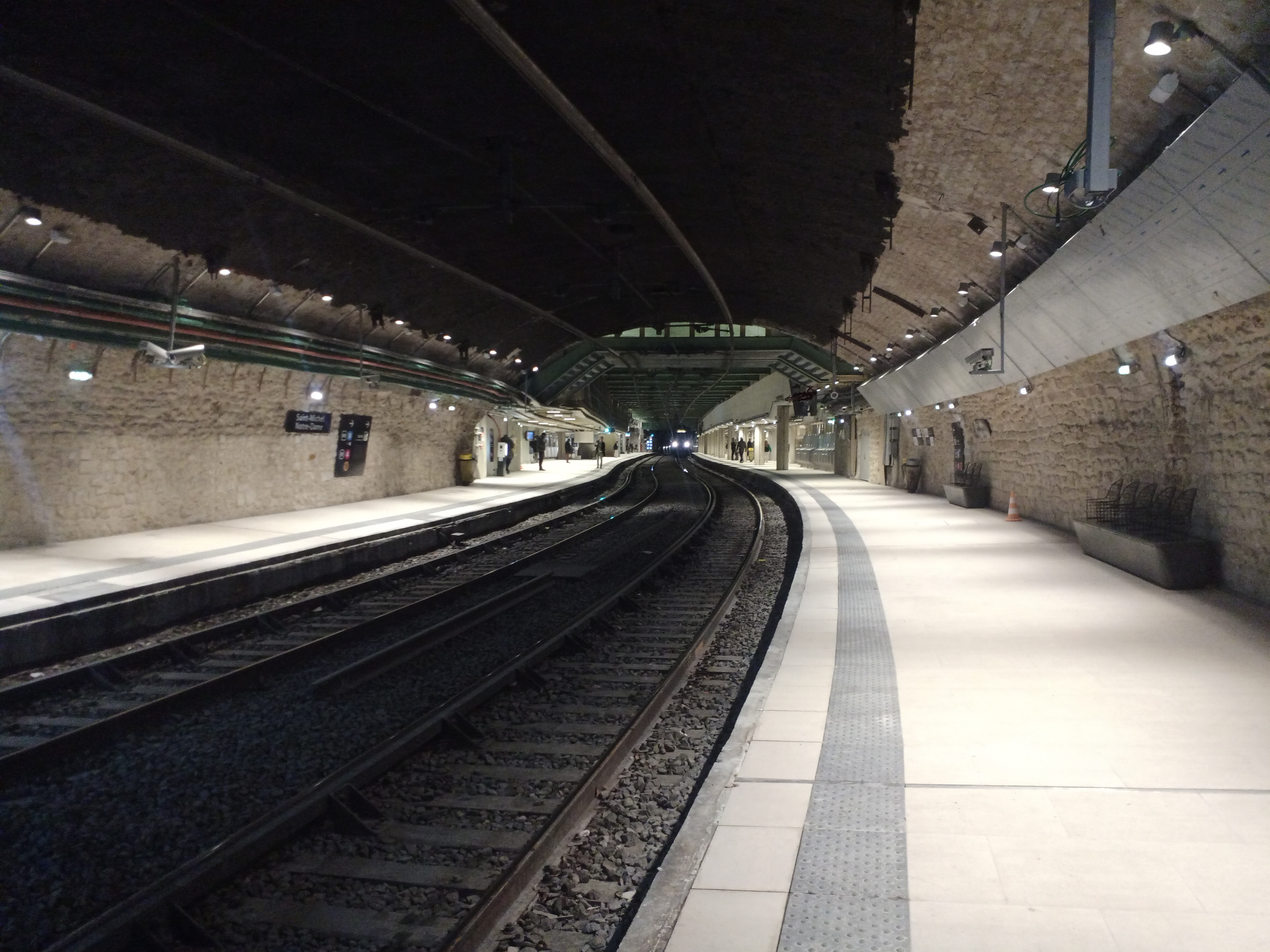
Vue de la gare, en regardant vers Gare d'Austerlitz.

### Desserte
La gare est desservie par l'ensemble des trains des deux lignes.

### Intermodalité
La gare permet la correspondance avec la ligne 4 du métro, à la station Saint-Michel et avec la ligne 10 du métro à la station Cluny - La Sorbonne. Toutefois, la correspondance entre le RER B et la ligne 4 se fait via le quai A du RER C qui se trouve ainsi souvent engorgé ; un tunnel de correspondance directe est mis à l'étude en 2019.
En surface, sur les voies publiques à proximité, la gare est desservie par les lignes 21, 27, 38, 47, 58, 63, 70, 75, 86, 87 et 96 du réseau de bus RATP, par la ligne touristique Tootbus Paris et, la nuit, par les lignes N12, N13, N14, N15, N21, N22, et N122 du réseau de bus Noctilien.

## À proximité
- Place Saint-Michel, sa fontaine et ses alentours (en particulier, les bouquinistes)
- Cathédrale Notre-Dame
- Quartier latin avec l'ancien monastère de l'ordre de Cluny où est installé le musée de Cluny qui est le Musée national du Moyen Âge, et jouxtant le musée au nord, le square Samuel-Paty dont l'entrée principale, rue des Écoles, se situe face à la Sorbonne.
- Île de la Cité avec le palais de justice, le tribunal de commerce, le palais de la Cité et la Sainte-Chapelle, la Préfecture de police, le marché aux fleurs et l'Hôtel-Dieu